# مجمع حقیقت افغان
حقیقت افغان یک مجمع افغان است که در برج دیسمبر ۲۰۰۷ در پایتخت افغانستان و بعدا در برج ژانویه ۲۰۰۸ در هلند رسما پا به عرصهٔ وجود گذاشت. که بدین ترتیب در داخل و خارج از افغانستان جهت تأمین صلح و وحدت ملی فعالیت می‌نماید. حقیقت افغان مجمع است که به هیچ گروپی (چه چپ و چه هم راست) وابسته نیست. 
حقیقت افغان برضد هر نوع تبعیض نژادی، زبانی، جنسی و منطقه ای بوده و بخاطر برون رفت ازین مرض مُدهش فعالیت می‌نماید. اسم مجمع حقیقت فغان در سال ۲۰۱۶ به حزب انسجام و تحول افغانستان تغییر نموده است